# The Way of All Pants
The Way of All Pants è una comica muta del 1927 diretta da James Parrott ed interpretata da Charley Chase. Il film fu distribuito il 29 ottobre 1927.

## Trama
Un uomo sta consegnando un paio di pantaloni che una donna ha ordinato per suo marito. Ella gli chiede di provarli su se stesso, così che ella possa vedere come stanno. Ma come egli è nel mezzo di cambiarsi, il marito arriva a casa, vede l'apparente intruso, e chiede ad un detective di prenderlo. Preso senza i suoi pantaloni, l'uomo delle consegne fa in modo di prendere i pantaloni del detective da lui, mettendosi in viaggio in una serie di simili incidenti.